# Подвысоцкая, Евгения Петровна
Евгения Петровна Подвысоцкая (1854—1888) — медик Российской империи. 
Евгения Подвысоцкая родилась в 1854 году; по окончании курса гимназии, она занялась изучением медицинских наук и во время последней русско-турецкой войны 1877—1878 гг. исполняла приватно обязанности сестры милосердия в военно-временном № 45 госпитале расположенном в Яссах. Здесь Е. П. Подвысоцкая снискала себе искреннюю любовь и признательность всех тех солдат и офицеров, за которыми ей приходилось ухаживать. По окончании войны Подвысоцкая возвратилась в Санкт-Петербург и здесь поступила на женские врачебные курсы, которые окончила в 1885 году с отличием и со званием женщины-врача, она была награждена стипендией имени Н. И. Козлова. Поступив в больницу Принца Ольденбургского, она занималась научными исследованиями в области детских болезней и сообщила Обществу детских врачей одно из своих наблюдений: «Случай злокачественного малокровия у ребенка в зависимости от широкого лентеца».
Главная её работа, на которую Е. Подвысоцкая потратила очень много сил и времени: «О способах исследования телец крови, особенно белых, для выяснения их морфологических особенностей в различных заразных болезнях», — осталась незаконченной. В начале 1888 года отравился её брат, студент Военно-Медицинской Академии; это нанесло ей столь сильную психологическую травму, что в октябре того же года в Киеве Евгения Петровна Подвысоцкая покончила жизнь самоубийством.